# Harpsundssjön
Harpsundssjön är en sjö i Flens kommun och Katrineholms kommun i Södermanland och ingår i Nyköpingsåns huvudavrinningsområde. Sjön har en area på 1,61 kvadratkilometer och ligger 27,1 meter över havet. Sjön avvattnas av vattendraget Åtorpsån.

## Delavrinningsområde
Harpsundssjön ingår i det delavrinningsområde (655421-153790) som SMHI kallar för Utloppet av Harpsundssjön. Medelhöjden är 49 meter över havet och ytan är 16,02 kvadratkilometer. Räknas de 5 avrinningsområdena uppströms in blir den ackumulerade arean 56,71 kvadratkilometer. Åtorpsån som avvattnar avrinningsområdet har biflödesordning 4, vilket innebär att vattnet flödar genom totalt 4 vattendrag innan det når havet efter 76 kilometer. Avrinningsområdet består mestadels av skog (53 procent), öppen mark (11 procent) och jordbruk (22 procent). Avrinningsområdet har 1,69 kvadratkilometer vattenytor vilket ger det en sjöprocent på 10,5 procent.